# Karol Maszkowski
Karol Maszkowski (ur. 15 stycznia 1831 w Dubnie, zm. 2 września 1886 we Lwowie) – polski matematyk, rektor Akademii Technicznej (1875–1876). Radny miasta Lwowa.

## Życiorys
Urodził się w rodzinie Jana Maszkowskiego i Józefy z domu Simath, jego braćmi byli Marceli i Rafał Maszkowscy. Po ukończeniu gimnazjum we Lwowie w 1848 wyjechał do Wiednia, gdzie przez cztery lata studiował na Politechnice, a następnie do 1854 wykładał w wyższej szkole realnej w Innsbrucku. Przez dwa kolejne lata mieszkał w Krakowie, gdzie również był wykładowcą w Instytucie Technicznym. W 1856 powrócił do Lwowa, otrzymał etat wykładowcy w wyższej szkole realnej, skąd usunięto to w 1862 za organizację i udział w manifestacjach patriotycznych. Mimo negatywnego nastawienia władz został na zlecenie Galicyjskiego Towarzystwa Gospodarczego docentem geometrii, arytmetyki i mechaniki w Wyższej Szkole Rolnej w Dublanach. Uczestniczył w powstaniu styczniowym, a także przekazał znaczący dar na skarb narodowy. W 1867 opuścił uczelnię w Dublanach ponieważ został powołany do kierowania Katedrą Geometrii Wykreślnej na Wydziale Budownictwa Akademia Techniczna. Stanowisko to piastował aż do śmierci, w latach 1875-1876 był rektorem uczelni.

## Dorobek naukowy
Był prekursorem lwowskiej szkoły geometrii wykreślnej, w 1875 napisał pracę pt. "Perspektywa rzutowa jako wynik rzutów prostokątnych na płaszczyzny ukośne względem siebie położone". Przedstawił tam nowatorską metodę perspektywy rzutowej, która pozwalała prościej uzyskiwać obrazy utworów przestrzennych. W 1879 nawiązując do ustaleń paryskiego Towarzystwa Nauk Ścisłych ogłosił zasady perspektywy wolnej. Ponadto był autorem podręcznika akademickiego do geometrii wykreślnej, który ukazał się drukiem po raz pierwszy w 1875, po raz drugi w 1883. Wcześniej, w 1862 opublikowano przetłumaczony przez niego podręcznik Frantza Matzka "Siedmiocyfrowe pospolite logarytmy". Opublikował także prace dotyczące reformy szkolnictwa stopnia średniego (1879), wpływu techniki na cywilizację (1880), meteorologii (1881) oraz pracę naukową o liniach krzywych płaskich (1883).

## Działalność społeczna
W 1867 był współzałożycielem Polskiego Towarzystwa Pedagogicznego, od 1868 do 1871 pełnił tam funkcję prezesa, zainicjował i redagował wydawane przez Towarzystwo czasopismo "Szkoła". W 1868 zorganizował pierwszy galicyjski zjazd pedagogów. Należał do komisji, która egzaminowała nauczycieli szkół średnich, należał do grona inicjatorów i organizatorów lwowskiej szkoły przemysłowej i szkoły przemysłu artystycznego. Uczestniczył w pracach Galicyjskiego Towarzystwa Gospodarczego, razem z Romanem Gostkowskim tworzył podwaliny Polskiego Towarzystwa Politechnicznego oraz wydawanego przez nie czasopisma "Dźwignia". Również z inicjatywy Karola Maszkowskiego powstało Towarzystwo Rzemieślnicze "Gwiazda".

## Życie prywatne
Jego żoną była pochodząca z Włoch Marica Ferro (1838-1913), para miała dwóch synów i dwie córki - Stanisława (1863–1892), który był lekarzem i Karola (1868-1938), starsza córka Hermina (1860–1922) była żoną profesora Karola Skibińskiego, młodsza Aniela (1870–1911) była śpiewaczką.